# Stigfjorden
Stigfjorden este o arie protejată (arie specială de conservare — SAC, sit de importanță comunitară — SCI, arie de protecție specială avifaunistică — SPA) din Suedia întinsă pe o suprafață de 4.837,3 ha, integral pe uscat.

## Localizare
Centrul sitului Stigfjorden este situat la coordonatele 58°05′15″N 11°36′43″E / 58.0875°N 11.612°E.

## Înființare
Situl Stigfjorden a fost declarat arie de protecție specială avifaunistică în martie 1996 pentru a proteja 5 specii de animale. Alte tipuri de protecție:
- sit de importanță comunitară (în ianuarie 1997)
- arie specială de conservare (în martie 2011)[1][3][4]

## Biodiversitate
Situată în ecoregiunile boreală, continentală și marină Atlantică, aria protejată conține 11 habitate naturale: Roci stâncoase cu vegetație pionieră de Sedo-Scleranthion sau Sedo albi-Veronicion dillenii, Recifuri, Vegetație perenă pe țărmurile stâncoase, Lagune de coastă, Salicornia și alte specii anuale care populează regiunile mlăștinoase și nisipoase, Pajiști cu Molinia pe soluri calcaroase, turboase sau argilos-nămoloase (Molinion caeruleae), Pășuni atlantice udate de apa mării (Glauco-Puccinellietalia maritimae), Golfuri mici largi și golfuri puțin adânci, Vegetație anuală la limita mareei, Faleze cu vegetație de pe coastele atlantice și baltice, Terase mlăștinoase și terase nisipoase neacoperite de apă la reflux.
La baza desemnării sitului se află mai multe specii protejate de  păsări (5): lebădă de iarnă (Cygnus cygnus), bătăuș (Philomachus pugnax), ploier auriu (Pluvialis apricaria), chiră de baltă (Sterna hirundo), fluierar de mlaștină (Tringa glareola).